# トラック島空襲
トラック島空襲（トラックとうくうしゅう）は、太平洋戦争中の1944年2月17日-18日にかけて、アメリカ軍機動部隊が実施した日本軍の拠点トラック島への攻撃である。
アメリカ軍の作戦名はヘイルストーン作戦（Operation Hailstone）で、エニウェトク環礁攻略を目的としたキャッチポール作戦（Operation Catchpole）の支作戦であった。
日本海軍はトラック泊地を絶対国防圏の拠点として重視していたが、空襲で大打撃を受けることになった。一連の空襲の被害を海軍丁事件（かいぐんていじけん）と呼称する。
2月17日から18日のトラック島空襲と、同月23日のマリアナ諸島空襲により日本軍は多数の艦船と航空機を失い、大本営をはじめ各方面に大きな衝撃を与えた。トラック島は無力化されたが、アメリカ軍は攻略にかかる手間を避けて進攻を行ったため、敵中で孤立したまま終戦まで日本軍の拠点として残った。

## 背景
1943年（昭和18年）10月のガルバニック作戦にともなうタラワ島攻略戦でタラワ島やマキン島を占領したアメリカ軍は、これらの島々の飛行場を整備拡張し、マリアナ諸島のサイパン島やグアム島に向けて中部太平洋を西に進んだ。12月上旬には米軍機動部隊がクェゼリン環礁・ルオット島・ウォッジェ環礁の日本軍守備隊や艦船に奇襲攻撃をおこない、航空兵力を破壊した（マーシャル諸島沖航空戦）。
アメリカ軍はマーシャル諸島のクェゼリン島を攻略（1944年2月）後、続けてエニウェトク環礁に進攻することを決定した（フリントロック作戦）。この進攻部隊が近隣の日本軍の航空基地から攻撃されるのを阻止するため、エニウェトク環礁進攻と同時にトラック、ポナペ、マリアナ諸島の日本軍基地の攻撃を計画した。この空襲を担当するのは第50任務部隊（TF50）とされ、空母9隻・航空機約600機が投入されることになった。（アメリカ側戦力の詳細は#米軍戦闘序列参照）。
広大な環礁を有するトラックは、中部太平洋における日本海軍の一大根拠地となっていた。1943年（昭和18年）9月下旬、日本軍は絶対国防圏を設定した。11月以降、大本営海軍部（軍令部）はトラック泊地に対する奇襲攻撃・燃料問題・長距離空襲等を懸念し、同泊地が連合艦隊の待機場所として不適当であると考えるようになっていた。大本営と連合艦隊の緊密な連携をとるためにも、連合艦隊司令部は東京に常備すべきとの意向であった。これに対し、連合艦隊司令長官古賀峯一大将は「聯合艦隊は第一線部隊なり。海軍の伝統たる指揮官先頭の信念の下にトラックに在って内南洋正面を唯一の決戦場としてこれを死守せん」という意気込みであった。
12月中旬、第三艦隊（小沢機動部隊）は、トラック泊地に敵が来た場合の待機泊地として、第一待機泊地にウルシー環礁もしくはブラウン環礁、第二待機泊地にパラオ諸島を検討し、中央に要望した。
現実問題として、連合艦隊も中部太平洋における邀撃作戦が不可能であることを認識していた。そこで連合艦隊は絶対国防圏の要所（千歳、東京、グアム、サイパン、ダバオ、シンガポール）に作戦司令所を準備し、戦況に応じて随時移動するという案を提起、中央も了承した。作戦構想の一環として、軽巡洋艦大淀が移動司令部として改造されることになった。すなわち連合艦隊はトラック泊地からの撤退を決意しており、問題は時期だけであった。
1944年（昭和19年）1月に入っても、トラック泊地は激戦が続くラバウル方面への兵站拠点として、また米軍の来襲が予想されるマーシャル諸島やギルバート諸島の後方基地として、重要な役割を有していた。トラック泊地には多数の輸送船が常時滞在し、補給用の予備航空機など多数の物資が保管されていた。1月7日、連合軍大型機がトラック泊地を偵察する。この偵察をもって連合艦隊はトラック泊地撤退を決断したとみられ、福留繁連合艦隊参謀長は翌8日に「燃料問題と関連して大本営指導方針のもとに兵力配備その他一月下旬から発動のことに研究中」と連絡した。
2月初旬のトラック泊地には、統率上の見地および侍従武官佐藤治三郎大佐の御差遣行事に備えて、連合艦隊旗艦武蔵、第四戦隊（愛宕、鳥海）、第五戦隊（妙高、羽黒）、第十戦隊、第二水雷戦隊など連合艦隊主力艦30隻以上と、その後方支援を担当する工作艦や補給艦などが待機していた。この時点で日本海軍が保有する正規空母は翔鶴と瑞鶴の2隻しかなく、他は軽空母か改造空母だった。

## ヘイルストーン作戦
アメリカ軍の攻撃に際して問題となったのは、トラック島に関する地形情報を殆ど持っていないことであった。そこで、アメリカ軍は2月4日から航空機、潜水艦によりトラック周辺の偵察を実施した。偵察の結果などを踏まえ、アメリカ艦隊の作戦計画は以下のように決められた。
第50任務部隊の行動要領は、2月12日-13日にメジュロ環礁を出撃とされた。15日にエニィタニック島北側海面で補給部隊と会合し、補給を実施する。そして、16日午後から、30ノットにて目標への接近を開始、出来るだけ日本軍の航空哨戒圏を避けつつ17日払暁に攻撃隊発進点であるトラック諸島東部200海里の地点に到達する。
航空・水上攻撃要領として、まず日本軍の防空能力を奪うため、最初の攻撃目標は航空基地とされた。航空機破砕性集束爆弾（Fragmentation Cluster）と集束焼夷弾（Incendiary Cluster）を使用して攻撃効果の拡大を図った。制空権を確保した後、艦船や地上施設を攻撃目標とする本格攻撃に移行する計画だった。攻撃は、17日と18日の2日間に渡って徹底して実施する。このため、空母群は攻撃目標の100海里圏内に止まるように行動する。一方、第58.3任務群（TG58.3）の戦艦部隊は、本格攻撃開始後に第50.6任務群（TG50.6）となり、ウィリス・A・リー少将の指揮の下でトラック環礁水道を制圧し日本艦船の脱出を阻止するよう分離行動する予定であった。
なお、作戦に際しての制約条件として、トラックの破壊は徹底して実施しなければならないが損害は極限しなければならないと言うものがあった。これは、太平洋方面での本格的な侵攻が始まって間もなく、攻略すべき拠点を多数抱えていた事情による。吉田昭彦によれば、上述の高速での接近（実際には30ノットで航行したのは16時間）などはそうした条件を満たすための行動であり、ガダルカナル、ソロモンの戦いにて日本軍が実施した東京急行（駆逐艦による夜間高速輸送）のひそみに倣ったものだと言う。
2月9日、レイモンド・スプルーアンス大将は旗艦を重巡洋艦インディアナポリスから新型戦艦ニュージャージーに変更した。トーマス・B・ブュエルによれば、レイモンド・スプルーアンスがこの戦いの際に旗艦を空母から戦艦へ変更した理由は、環礁を攻撃すれば、在泊しているはずの大型艦艇多数を捕捉し、一戦交えることが出来ると考えたからであった。他に、戦艦を環礁至近に接近させ、直接的に優越の誇示を行って戦意喪失を図る旨を語っていたとされ、また、スプルーアンスの戦艦砲撃戦に対する執着などが指摘されている。
スプルーアンスは通常は艦隊の指揮を隷下の指揮官に任すようにしていたが、この時はそれをせず、14日のTF58との合流後は自分で指揮を執り、ミッチャーに指揮を任せたのは17日朝の攻撃隊発進直前であった。なお、航空戦に関する助言者としてボールディ・パウノールが旗艦に乗艦していた。その助言は非常に役に立ったとスプルーアンスは語っている。

## トラック島の防衛体制
1943年（昭和18年）10月頃の連合艦隊は、ラバウルを拠点に南東方面を重視し、またトラック泊地を中核とする邀撃作戦を準備していた。だが連合軍のカートホイール作戦でトラック南方のラバウルの孤立化が進む中、連合艦隊司令部（司令長官古賀峯一大将、参謀長福留繁中将）は同年12月29日に敵機動部隊がトラック島に来襲した場合の防備計画「T作戦」を立案し、T作戦警戒を発令した。しかし実際のトラック空襲時においては、移動中に立ち寄っている部隊や在泊艦艇こそ多かったが、トラック固有の防備兵力としては第四艦隊（兵力部署では内南洋部隊、内南洋部隊指揮官は第四艦隊司令長官小林仁海軍中将）所属の航空隊（七七五空、陸攻1個中隊9機、水上偵察隊等）、軽巡洋艦那珂、水上機母艦秋津洲、配属陸軍部隊が所在する程度であった。
トラック泊地は潜水艦作戦をおこなう第六艦隊（司令長官高木武雄中将、海兵39期。区分においては先遣部隊）の拠点でもあったが、2月17日空襲時点でトラック泊地に居た潜水艦は伊10、呂36、呂42だけだった。
1944年1月26日から28日にかけて、ラバウルから第十一航空艦隊（司令長官草鹿任一中将、南東方面艦隊司令長官兼務）所属部隊（第二十六航空戦隊麾下の二〇四空と二〇一空）がトラック泊地に移動した。これは第二航空戦隊の搭載機（98機）のラバウル派遣（1月25日、南東方面部隊に編入を発令）と交代であった。二六航戦（司令官酒巻宗孝少将）は消耗が激しく、草鹿長官（南東方面部隊指揮官）の指揮下で部隊の再編と訓練を実施、邀撃作戦では第四艦隊司令長官の区処で行動する。そのため、テニアン島の七五五空から陸攻1個中隊が移駐した。また連合艦隊の予備兵力として、南西方面より第十三航空艦隊・第二十三航空戦隊麾下の七五三空（陸攻装備）と第二十八航空戦隊麾下の五五一空（天山艦攻26）が内南洋方面に増強された。
連合艦隊の決戦兵力たる第一航空戦隊（翔鶴、瑞鶴、瑞鳳）は、ブーゲンビル島攻防戦にともなう「ろ号作戦」（ブーゲンビル島沖航空戦）で受けた打撃を回復するため、日本本土などに下げられていた（展開航空兵力の詳細は#航空機参照）。第一航空戦隊の再建には約3ヵ月以上必要と見込まれ、さらに第二航空戦隊（隼鷹、飛鷹、龍鳳）の艦載機も南東方面に派遣してしまったので、中部太平洋方面での基本邀撃方針「Ｚ作戦」は事実上実施できなくなった。第二航空戦隊と、編制予定の第三航空戦隊（瑞鳳、千歳、千代田）の再建と完成も、やはり昭和19年3月から4月末程度と見込まれていた。
この段階に至っても、日本海軍の作戦重点は南東方面（ラバウル、ニューギニア）に向けられていた。
日本側はトラックを絶対国防圏に含め、陸上防備についても強化を図っていた。しかし、米潜水艦の活動は1943年半ばを過ぎると急速に活発になり、トラックに向かう輸送船も次々と沈められた。最も典型的なケースは1943年11月23日に横須賀を出港した第3123船団である。この船団の積荷は殆どがトラックの基地強化の為の建設資材やセメント、分解された航空機や対空火器、及びその弾薬等計7000トンであった。しかし、途中マリアナ西方沖にて待ち伏せに遭い、4隻が沈められ、12月4日、1隻だけがトラックに到着した。揚げることの出来た積荷は10%に過ぎなかったと言う。
また独立混成第五連隊の第二次輸送部隊は1944年（昭和19年）1月15日に内海西部を出発したが、米潜水艦スタージョンの雷撃で船団3隻（赤城丸、涼月、初月）のうち駆逐艦涼月が大破する。25日、輸送船4隻（赤城丸、愛国丸、靖国丸、東海丸）は駆逐艦3隻（満潮、白露、雷）に護衛されて再度内地を出発した。1月31日に潜水艦トリガーの雷撃で靖国丸が沈没、さらにマーシャル諸島情勢急変にともない、目的地をトラック泊地に変更した。2月1日、赤城丸と愛国丸はトラック泊地に到着し、そのまま2月17日のトラック島空襲に遭遇することになった。
こうした損害は基地の拡充や防備強化を直接的に遅らせた。空襲時、多数の船舶が在泊していた理由の一つは、揚搭施設機構が不十分で待ち時間が生じていたためであった。トラックには本土の港湾や真珠湾のような整った荷役設備は無かった。
1944年（昭和19年）1月24日、連合艦隊はトラック泊地在泊部隊からパラオ経由リンガ泊地に回航する艦艇を抽出し、「敷島部隊」と呼称した。
1月30日早朝、第一艦隊司令長官南雲忠一中将が指揮する敷島部隊は、パラオに向けトラック泊地を出撃した。直後、米軍機動部隊はマーシャル諸島に来襲し、クェゼリン環礁やルオット島に上陸を開始した。大本営海軍部は衝撃を受け、マーシャル諸島はもはや絶望的と判断し、今後の対策に乗り出した。昭和天皇は永野修身軍令部総長に「マーシャル方面今後ノ作戦ハ困難ナラン　今度ハ後方要線ヲ確ト固メヨ　何時モ後レヲトルカラ今後ハ後レヲ考ヘニ入レテヤレ」と述べている。永野は「航空兵力、特に母艦航空兵力を準備できれば敵を要線で阻止することは可能」と奉答した。
敷島部隊はいったんトラック泊地に戻ると、2月1日に改めて出発した。既述のように、天皇の侍従武官（佐藤治三郎大佐）が2月8日にトラック泊地を視察する予定であり、連合艦隊の一部艦艇（武蔵、愛宕、鳥海、妙高、羽黒）が残留した。
2月3日、横須賀からきた軽空母瑞鳳と千代田および護衛艦艇（玉波、若葉、初春）はトラック泊地に到着した。
2月4日、ブーゲンビル島方面から飛来したB-24型爆撃機2機は、トラック泊地の航空偵察を実施した。連合艦隊は攻撃の危険が高まったと判断した。つづく2月5日のマーシャル諸島守備隊の玉砕は、日本軍の絶対国防圏構想に変化をもたらした。マーシャルにおける邀撃作戦「Ｚ作戦」は根本的な変更を迫られる。日本海軍は、燃料も不足し防備も貧弱なトラック泊地からの撤退を正式に発令した。
2月7日午後、東京の大本営より山本親雄軍令部第一課長と源田実部員が空路にてトラック泊地に出張し、連合艦隊司令部と打ち合わせを実施した。翌日トラックを出発、サイパンを経由して帰京した。同日午後、連合艦隊電令作第938号と第939号により、連合艦隊残留部隊の転進が発令される。
2月10日、第二艦隊司令長官栗田健男中将が指揮する遊撃部隊（第四戦隊〈愛宕、鳥海〉、第五戦隊〈妙高、羽黒〉、第17駆逐隊）も、2月10日にトラック泊地を出発。遊撃部隊はパラオにむかった。損傷艦阿賀野（第十戦隊）、軽巡那珂（第十四戦隊）、若干の駆逐艦がトラック泊地に残留した。
また、2月10日、連合艦隊司令長官古賀峯一大将は戦艦武蔵に乗艦し、大本営での打ち合わせのため軽空母瑞鳳と千代田および護衛艦艇と共にトラック泊地を出発、内地へ向かった（武蔵隊は2月15日横須賀帰投、母艦部隊は呉帰投）。連合艦隊司令長官の撤退により、トラック地区の最高責任者は第四艦隊司令長官小林仁海軍中将（内南洋方面部隊指揮官）となった。
しかし、トラック環礁在泊の各種補助艦船（駆逐艦、特務艦、輸送船）には、米軍攻勢の予兆は知らされていなかった。1944年2月の時点で、日本軍のシーレーン防備を担当していたのは海上護衛総司令部（1943年11月15日新編）であった。海上護衛総司令部の初代司令長官及川古志郎海軍大将（海兵31期）は海軍大臣や軍事参議官を歴任しており、連合艦隊司令長官古賀峯一海軍大将（海兵34期）よりも先輩格である。さらに海上護衛総司令部は天皇の直属部隊であり、連合艦隊と同列・同格・同等の立場であった。
船団護衛作戦に関し、海上護衛総司令部は連合艦隊所属の軽空母や駆逐艦を臨時に指揮した。一例として、前年12月3日には空母千歳と第16駆逐隊（天津風、雪風）が海上護衛総司令部の指揮下に入った（1944年2月7日まで）。
1944年2月4日、第二艦隊・第二水雷戦隊の駆逐艦藤波（第32駆逐隊）は、海上護衛総司令部麾下の第二海上護衛隊の指揮下に入った。
2月11日、第十三航空艦隊隷下第五五一海軍航空隊の天山26機が空母海鷹によりトラックに到着した。天山は楓島に配備された。零戦は竹島に配備されていた。
陸軍第52師団の第二次輸送部隊（歩兵第69連隊第二大隊、歩兵第150連隊、戦車・砲兵など重機材、兵員など9000名余）をトラック泊地へ輸送中の第3206船団部隊（駆逐艦藤波、輸送船5隻）は、14日にグアム島東方で連合艦隊主力部隊とすれ違ったが、情報を与えられなかった。

### トラック泊地の日本軍航空兵力
1944年2月時点における内南洋方面所在航空部隊の指揮系統は複雑であった。この指揮系統の複雑さは後日の海軍丁事件調査委員会でも問題視しており、調査団長だった大森仙太郎少将は「指揮関係が錯綜不明確であって（三つくらい独立？）、当時の状況としてはやむを得ない点もあったかと思うが、これでは敏活、統制ある作戦はできないはず」と回想・指摘している。
第四艦隊（トラック泊地、司令長官小林仁海軍中将）は第四根拠地隊（トラック泊地）と第二十二航空戦隊（テニアン島配備）を抱えていた。第四根拠地隊麾下の九〇二空は、サイパン島に水偵4以上、トラック泊地に水上偵察機11・水上観測機13・水上戦闘機10・大型飛行艇2機、メレヨン島に水偵4、パラオ諸島に水偵4を配備していた。第四艦隊麾下の第二十二航空戦隊のうち、七五五空はテニアンに陸攻約20機、五五二空はトラック泊地に艦爆15機、八〇二空はサイパン島に大艇5機以上を配備していた。
第十一航空艦隊（ラバウル所在、司令長官草鹿任一海軍中将、参謀長草鹿龍之介中将。十一航艦長官は南東方面艦隊長官を兼ねる）は第二十六航空戦隊と第二十五航空戦隊を隷下に置く。第二十六航空戦隊所属部隊のうち、二〇一空はサイパン島に戦闘機約25・トラック泊地に戦闘機8を配備する。二〇四空は、トラック泊地に戦闘機30以上を配備する。五〇一空はトラック泊地に爆撃機・戦闘機25以上を配備する。九三八空はトラック泊地に戦闘機5を配備する。十一航艦隷下の第二十五航空戦隊は、二五一空はトラック泊地に夜間戦闘機9以上を、五八二空はトラック泊地に艦攻9機を配備する。
第十三航空艦隊（スラバヤ所在、司令長官高須四郎海軍中将・南西方面艦隊司令長官兼務）の第二十三航空戦隊（ケンダリー所在）のうち、七五三空はテニアンに陸攻3以上、トラック泊地に陸攻約10機を配備した。十三航艦の第二十八航空戦隊（シンガポール所在）麾下の五五一空は、天山26機をトラック泊地に配備した（空母海鷹で輸送、2月11日トラック到着）。
第三艦隊（司令長官小沢治三郎海軍中将）隷下の第二航空戦隊（司令官城島高次少将）は、トラック泊地に戦闘機8を残留させていた。2月20日にトラック泊地に帰投した際には、三分の一に減少していた。
第六艦隊（司令長官高木武雄海軍中将）は水上偵察機7機を保有していた。
2月1日時点でマーシャル方面に配備していた第二十四航空戦隊が全滅したため、内南洋方面の航空兵力は第二十二航空戦隊と第二十六航空戦隊、連合艦隊総予備の七五三空と五五一空のみという状況であった。大本営は練成中の第一航空艦隊（大本営直属部隊、司令長官角田覚治中将）から三コ航空隊をマリアナ・カロリン・フィリピン方面に展開した。内地所在の五〇三空は二十六航戦に、三〇一空と二〇二空は第二空襲部隊（指揮官は二十二航戦司令官）に編入された。2月15日には、第一航空艦隊そのものが連合艦隊に編入された。2月10日の連合艦隊司令長官命令により、邀撃作戦全般は内南洋方面部隊指揮官（第四艦隊司令長官）が指揮し、航空邀撃作戦に関しては四艦隊麾下の第二十六航空戦隊司令官が統一指揮を行うことになった。
航空機による偵察・哨戒は七五五空（第四艦隊・第二十二航空戦隊）と七五三空（第十三航空艦隊・第二十三航空戦隊）がテニアン、トラックの両基地を使用して実施している状況であった。航空哨戒のパターンは3 - 5機程度の陸攻による1日2回（黎明、薄暮）が通例であった。アメリカ軍の攻撃直前の動きは下記のようになっている。
- 2月13日 - 黎明哨戒：トラックより陸攻5機。状況を得ず。薄暮哨戒：テニアンから陸攻3機。状況を得ず。
- 2月14日 - 黎明、薄暮共前日と同内容同機数。状況を得ず。
- 2月15日 - 黎明哨戒：トラックより七五三空の陸攻6機、2機未帰還[91]。同時刻、トラック所在の第4通信隊は米空母艦載機の無線電話を傍受[114][91][注 14]。薄暮哨戒は翌日の黎明索敵を実施することから不要として実施せず。またポンペイ島の守備隊が空母エセックスの電話を聴取する[115]。
- 2月16日 - 黎明哨戒：トラックから天山艦攻9機、陸攻2機、未帰還機捜索を兼ねて出撃、全機異状なく帰投[91]。
  - 0300（日本時間）以後、内南洋方面部隊（第四艦隊）、トラック方面第一警戒配備発令[91]。
  - 0800（日本時間） 同部隊、第二警戒配備へ移行[91]。
  - 1030（日本時間）トラック方面、第三警戒配備（平常配備）へ移行[91]。第四艦隊参謀長は東京へ出張[64]。薄暮哨戒は翌日の黎明索敵を実施することから不要として実施せず[注 15]。
- 2月17日（日本時間）日出0509、日没1704[91]。
  - 0420（日本時間）電探が敵機大編隊を探知、第四艦隊は第一警戒配備を下令[91]。
  - 0455（日本時間）五五一空の天山8機出撃（のちに1120より2機追加発進、2機とも未帰還）[116]。
  - 0540（日本時間）天山、トラック島北東80 - 100海里に米空母群を発見、0845まで触接[116]。
  - 0610（日本時間）天山、米空母群を発見、0950まで触接[116]。
  - 0810（日本時間）五五二空の艦爆2機、索敵のため発進したが未帰還[116]。

2月16日の索敵結果を受けて、日本側は同日午前中に警戒体制を緩めた。ちょうど大本営陸軍部（参謀本部）の秦彦三郎次長以下瀬島龍三や服部卓四郎らと大本営海軍部（軍令部）の伊藤整一次長一行が南方視察行の途中でトラックに立ち寄っていた。早々と警戒体制を緩めたことには当時の兵士らにも奇妙に感じたとの声も多い。平常の態勢に早々と戻したのは、伊藤らを迎えて歓迎の宴を催すことになり、関係者らがそれに出席したかったからだとする噂が、兵士らの間で事件後流れた。（当時の料理屋でのこの種の宴が、単に芸者を呼ぶだけではなく、しばしば、接待主側が代金を持つ形でその後の性接待まで含むような宴であったことを踏まえておく必要がある。とくに滅多に来ることのない大物を接待するための歓迎会となれば、出席予定者らはその宴はまず間違いなくそういう宴で、自分らもお相伴にあずかれるような宴であろうと期待することになったと思われる。）また、その宴を16日の晩に夏島の料理屋で催したため、空襲がはじまると指揮官達は各自の島に戻れなくなった……という噂がある。なお次長一行は翌17日の空襲に遭遇し、18日サイパン到着（秦次長はサイパン島防備について懇談）、20日東京に戻った。また士官の人事異動のため深夜まで送別会を開いており、多くの者が陸上施設に泊まり込んでいた……という噂もあった。
元海軍大尉の佐藤清夫（トラック島空襲時、駆逐艦野分乗組）によれば、五五一空の肥田真幸飛行隊長（機44期、当時海軍大尉）や整備長の回想に「司令部が接待をしているのに部隊だけ警戒配備でもあるまい」という記述があっため、瀬島に手紙で質問した。瀬島からは、陸軍単独の視察であったが、料亭に泊まった士官は居り、空襲に対する警戒心が弛緩している傾向は見られた旨の返信があったという。
戦後、海上自衛隊幹部学校教官を務めた竹下高見(元海軍軍人)が、本空襲についてのセッションで、事前警戒の不備問題について、「（前略）トラックとか、テニアンとか、サイパン辺りは、意識の問題もあると思うんですね。同時にやっぱり、さっきいったように防備施設というようなものは、中央の問題もあると思うんです。私は、戦史部におります時に、小林中将に二回ほどなんとか聞きだそうと思いまして、お話伺いましたけれども、トラック空襲については一言もしゃべられませんでした。そのことから『太平洋方面の海戦』の中では『専任防空戦闘機隊の不在、所在航空機部隊の不明確な指揮関係、多数商船隊の在泊など、むしろ連合艦隊司令部あるいは大本営海軍部が事前に適切に処置すべき問題が多かったように思われる。』という表現になったわけです」と語っている。

## 戦闘の経過

### 2月16日以前
2月12日、駆逐艦浜波（第32駆逐隊）は特務艦3隻（佐多、日朗丸、神風丸）を護衛してトラック泊地を出発、パラオへ向かった。
2月13日（一部資料では15日）、五五一空の天山と物件揚陸を終えた空母海鷹と護衛の第6駆逐隊（響、電）はトラック泊地を出発した。
2月15日、駆逐艦山雲（第4駆逐隊）は輸送船「浅香丸」を護衛してトラック泊地を出発した。
2月16日、応急修理を終えた軽巡洋艦阿賀野（第十戦隊）は駆逐艦追風と第28号駆潜艇の護衛でトラックから日本本土へ出航した。
阿賀野隊は、空襲の支援のためトラック近海を行動していたアメリカ潜水艦スケートに発見された。夕刻、スケートは雷撃を行い、阿賀野に魚雷2本が命中した。翌17日未明、阿賀野は沈没した。護衛艦2隻は阿賀野の生存者の救助をおこなった。16日夕刻、阿賀野救難のため軽巡洋艦那珂（第十四戦隊）がトラックから出航したが、阿賀野沈没の連絡を受けてトラックに引き返した。

### 2月17日

#### 米軍の攻撃

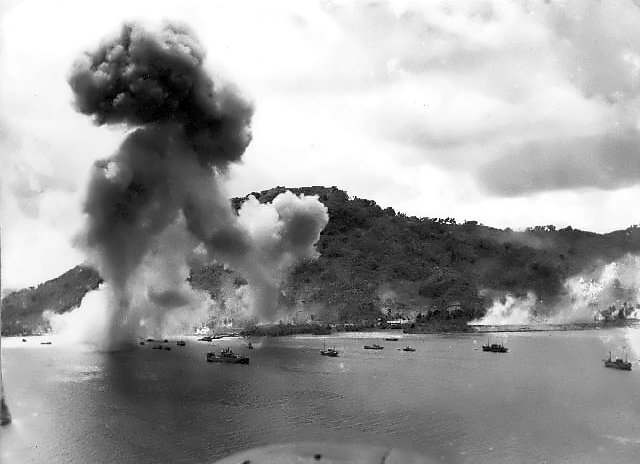
艦載機の攻撃を受けるトラック島の港。

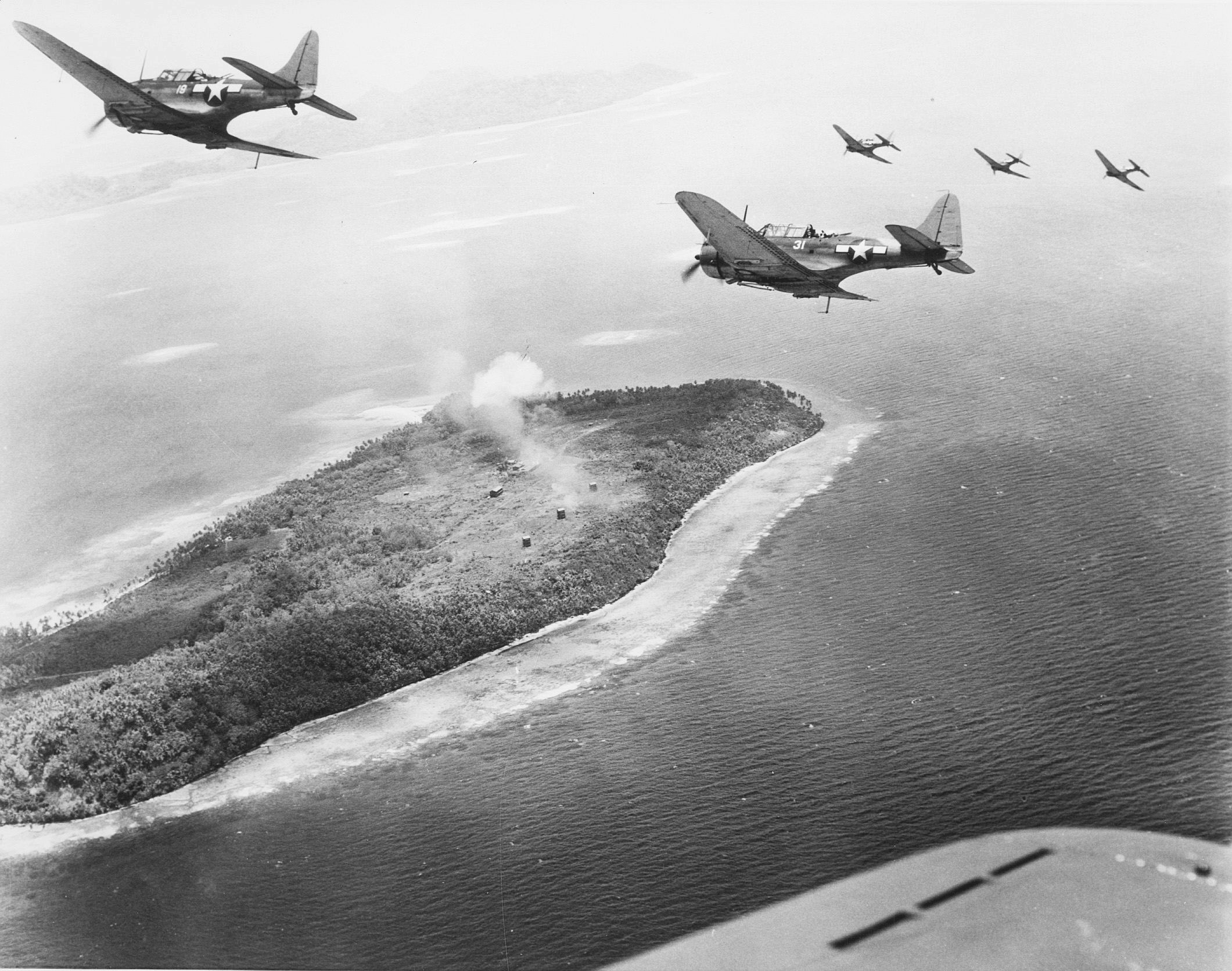
トラック島を攻撃中のSBD ドーントレス。

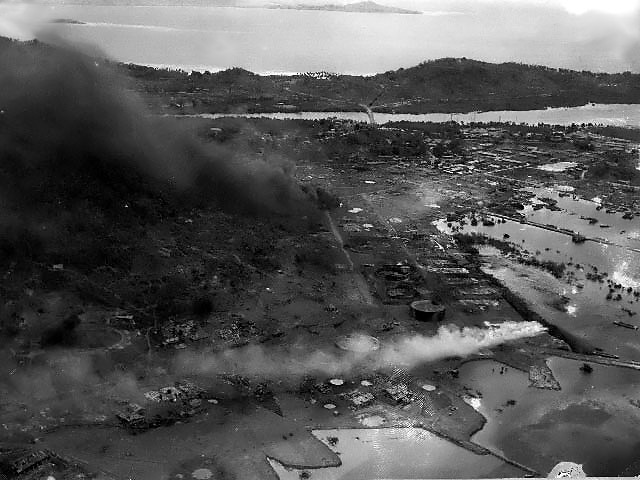
空襲中に撮影された写真。

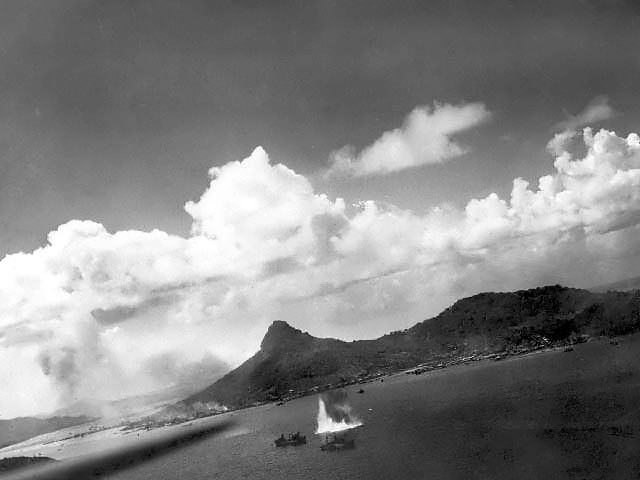
空襲を受ける北洋丸。

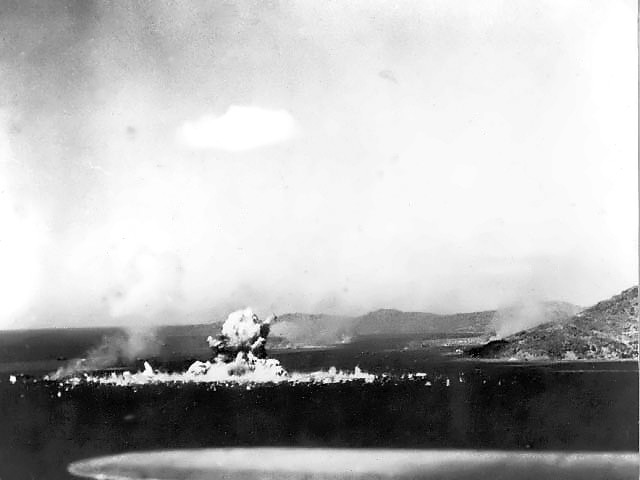
大爆発を起こした愛国丸。

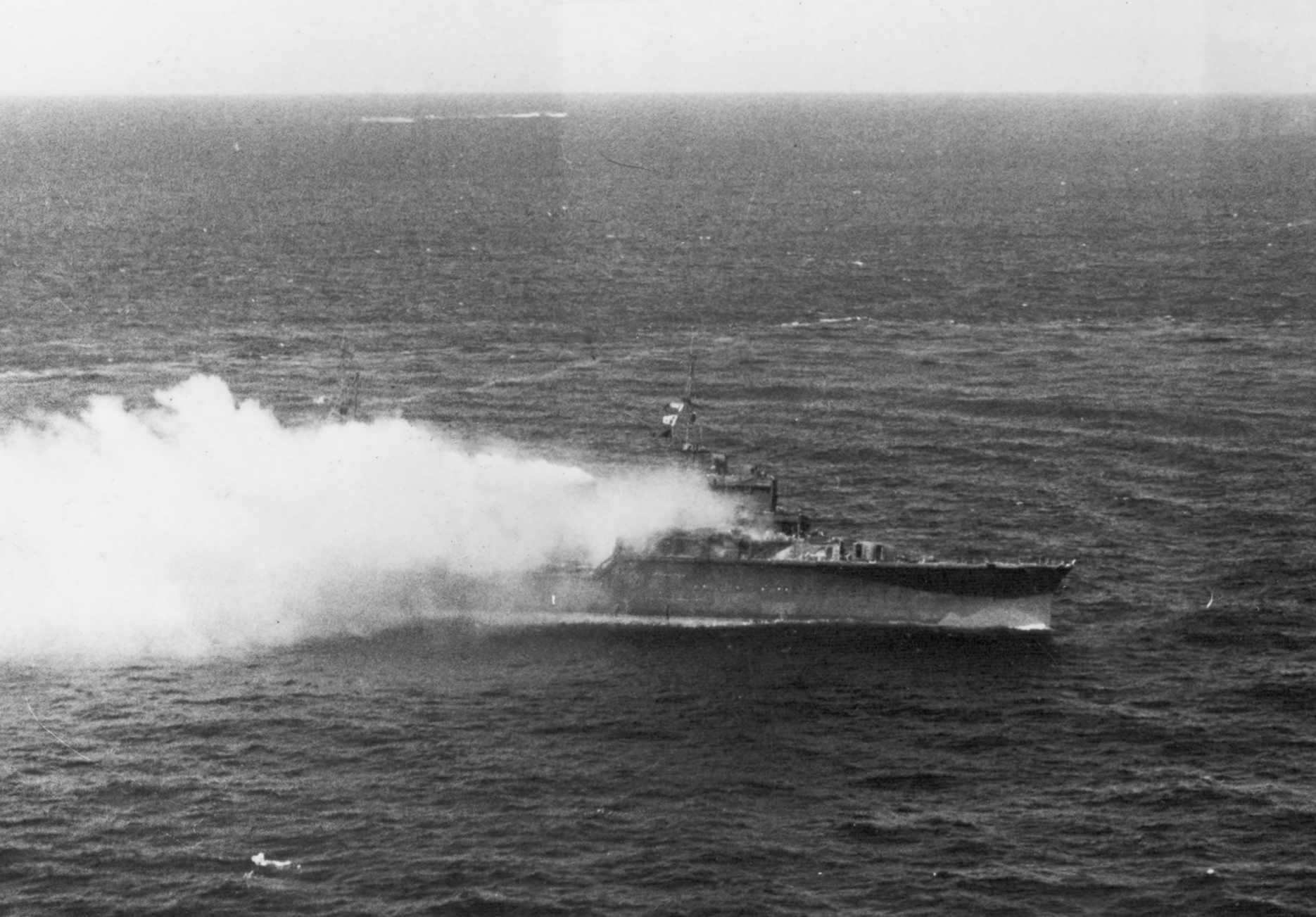
炎上する香取。

17日未明、第58任務部隊は高速を発揮しつつ日本軍の哨戒ルーチンを避けて、トラックの東北東約90海里の位置に到達した。数度にわたる空襲をトラックに対し実施した。日本軍はレーダーにより午前4時20分頃には最初の大編隊を捉えていたが、南東方面の基地からマーシャル諸島に向かうアメリカ軍大型機の編隊と即断した。内南洋方面部隊には第一警戒配備を命じたものの、トラック地区は平常配備のままとした。機材や通信施設の不備により伝達が遅れ、練成部隊では機銃の準備に手間取った。また警戒解除直後の気の緩みもあって、邀撃準備は進まなかった。環礁内の駆逐艦、特務艦、輸送船には、米軍機動部隊接近の情報は伝えられなかったという。
米軍攻撃隊は計画通りの奇襲に成功した。第1波は5隻の大型空母から発進した戦闘機72機を主力としており、46分でトラック上空に到達、迎撃に上がってくる可能性がある航空兵力の掃討を図った。対する日本側航空隊のうち二〇一空や二〇四空のような練成部隊は機銃弾の積み込みから始めなければならなかったが、それでも両航空隊は初動で35機を迎撃に離陸させた。ただし、基地の整備員の動きはラバウルなどに比較すると手馴れず緩慢であった。ほか、五〇一空が攻撃隊として爆装零戦を25機、他に水上機17機が退避の為離陸した。発進機の合計は、竹島より零戦35と爆装零戦25、夏島の水上機12、春島の零観5、計77であったという。離陸直後や発進中に米軍機に襲撃され、邀撃に飛び立てたのは40機ほどであった。
また、離水した直後に撃墜される水上機もあった。水上機の未帰還機は、水戦6、観測機5であった。
アメリカ軍は、まず航空施設に対して空襲を実施し、その後、日本軍の基地施設および在泊艦船に対する攻撃を実施した。攻撃隊の往復は2時間、トラックでの滞空は40分ほどのルーチンであった。第2波は戦闘機に護衛された急降下爆撃機が主体で、6隻の空母から発進している。17日の空襲は9波に達し、日本側の迎撃機は急速に消耗、実動機数は1800時点で戦闘機1（戦闘開始前40）・艦攻5機（戦闘開始前不明）であった。この1日で270機の機体を喪失、補給された最新の零戦52型100機も戦わずに破壊された。記録では、南東航空廠支廠で保管中の94機、第一〇一航空基地隊で保管中の67機（18日空襲で9機）が地上で被害を受けた。
制空権を奪ったアメリカ側は艦船に対する空襲を開始した。軽巡洋艦那珂はトラック環礁の北水道を航行中に速報を受け、外洋に出て空襲を回避しようとした。だが北水道付近で機動部隊艦載機の波状攻撃を受け、午後2時頃に沈没した。生存者は特設艦艇に救助された。
駆逐艦追風は、阿賀野乗員の救助後に脱出船護衛のためトラックに引き返すよう命じられたが、翌18日に後述のように空襲により阿賀野生存者もろとも撃沈された。港内にいた工作艦明石には、爆弾1発が命中したが不発。特務艦宗谷は回避行動中に座礁した。駆逐艦松風は機銃掃射で負傷者多数を出し、天応丸（病院船）に横付けして負傷者を引き渡した。修理中の駆逐艦文月は直撃弾を受けて浸水被害を受けた。
特設巡洋艦愛国丸は水上機母艦秋津洲に接舷して、メレヨン島配備予定の海軍部隊を移送していた。作業中に空襲がはじまり、被弾した愛国丸は貨物のダイナマイトに誘爆、沈没した。
その他、環礁内の補助艦船は空襲により次々に撃沈・撃破されていった。
また、トラック環礁の南水道周辺を哨戒中の特設監視艇壽満丸（大和田琢磨、118トン）が消息を絶っており、空襲に巻き込まれたと判断された。
さらに、9時23分、計画に沿って第58任務部隊から戦艦2隻を中心とする水上部隊を分派して第50.9任務群（TG50.9）とした。この部隊は、レイモンド・スプルーアンス大将が直率することになった。軽空母カウペンスの戦闘機18機が護衛する。分派された部隊は西進し、11時47分にはトラック島北水道北方10数マイルの地点に到達した。封鎖部隊は脱出にかかった艦船（第4215船団など）を発見し、艦砲射撃を加えた。攻撃の間も、スプルーアンスは戦闘の指揮を委譲しないで自ら直接指示を出し続けた。
日本側は、引揚民間人等を乗せた特設巡洋艦赤城丸を、練習巡洋艦香取と第4駆逐隊（駆逐隊司令磯久研磨大佐：舞風、野分）の護衛で脱出させようとしていた（第4215船団部隊、指揮官は香取艦長小田為清大佐）。香取は1940年11月15日より第六艦隊旗艦を務めていたが、1944年2月15日付で海上護衛総司令部に編入されて内地帰投予定であり、第六艦隊司令部は特設潜水母艦平安丸に旗艦を変更していた。また第4215船団部隊の出港は2月16日だったが、赤城丸の荷役がおくれたため1日延期されて17日となった。相次ぐ船舶の入港で港湾労働者が足りなかったためだという。
午前4時30分に出港、午前7時に北水道を通過する。まもなく米軍機動部隊から飛来した急降下爆撃機や雷撃機による第4215船団部隊への空襲が始まった（戦闘経過の詳細は、当該艦艇の記事を参照）。一連の空襲により赤城丸が沈没し、香取と舞風が航行不能になった。

前述のように、アメリカ軍第50任務部隊司令官のレイモンド・スプルーアンス大将は水上砲戦で第4215船団を撃滅すべく、航空隊に「あの艦（香取、野分、舞風）を撃沈するな」と電文を送り、機動部隊からアイオワ級戦艦2隻・巡洋艦2隻・駆逐艦4隻を抽出するとニュージャージーに将旗を掲げて進撃を開始していた。まず艦隊の針路上に出現した特設駆潜艇第十五昭南丸（日本海洋漁業統制、355トン）を「ニュージャージー」と駆逐艦が撃沈した。
12時16分、野分の乗組員は接近する米戦艦2隻を水平線上に発見した。12時23分、スプルーアンスは戦艦ニュージャージーとアイオワおよび駆逐艦2隻で健在の野分を追い掛け、それ以外の巡洋艦と駆逐艦は香取と舞風を攻撃するよう下令した。米艦隊は沈みかけた香取から魚雷、14cm砲、高角砲による反撃があったと報告している。しかし満身創痍の香取になすすべはなく、転覆して沈没した。トラック諸島の北西75kmの地点であった。また舞風も米艦隊の集中砲火により大爆発を起こして沈没し、生存者はいなかった（磯久駆逐隊司令も戦死）。
沈没する香取から3隻の救命艇が脱出したが、アメリカ軍機の銃撃で全没したとアメリカ軍は記録している。このため舞風および香取と同艦に救助された赤城丸の生存者は1人もいなかった。第4215船団部隊では野分だけが米戦艦ニュージャージー及びアイオワの40.6cm砲による砲撃を回避して脱出に成功している。野分は先行した2隻（山雲、浅香丸）とサイパン島で合同し、横須賀にむかった。
午後になり、戦艦部隊はトラック島西方沖で小型艦を発見した。この小型艦は第24号駆潜艇で、駆逐艦バーンズ(USS Burns, DD-588)が攻撃のため分離。迎撃する第24号駆潜艇と戦闘の末、16時55分に撃沈した。
フォレスト・シャーマン少将はこの戦艦部隊の行動は空母艦載機による攻撃をややこしくしただけだったと評した。
第27駆逐隊の駆逐艦時雨と春雨も、午前4時30分の空襲警報により急速出港、トラック環礁からの脱出を開始した。空襲で時雨が爆弾1発や至近弾多数を受けたが、第50.9任務群の攻撃は受けずに離脱に成功した。香取船団より約1時間遅く環礁を出発したが、ちょうどスプルーアンス部隊が香取や舞風に気を取られていたので捕捉されなかったという。
また、トラック島に北方から近づいていた第3206船団部隊（藤波、暁天丸、辰羽丸、隆興丸、瑞海丸、新京丸）も、潜水艦と空襲により大打撃を受けた。まず17日未明に米潜水艦の雷撃で暁天丸が沈没した。同日午後2時以降、米軍機動部隊艦載機の攻撃で辰羽丸と瑞海丸が沈没した。生存者の一部は新京丸に救助され、サイパン島に向かった。また駆逐艦藤波は歩兵第150聯隊長以下約1800名を救助、2月18日午後3時頃トラック泊地に到着した。陸軍兵は重機材を全て失っており、丸腰での上陸になった。第3206船団には第52師団の第二次輸送部隊（歩兵第69連隊・歩兵第150連隊など9000名余）が乗船しており、陸軍兵員7000名が死亡したという。『戦史叢書』各巻では、戦死者を約700名とする。

#### 日本軍の反撃
2月16日時点のトラック泊地所在航空兵力は、陸攻20、艦戦39、艦爆45、夜間戦闘機9、天山28、九七艦攻7、水上機26、合計174機であったという。
2月17日午前9時時点のトラック泊地稼動機は、戦闘機約20、夜間戦闘機2、天山11、九七艦攻5、九九艦爆4、水上戦闘機9という記録がある。
トラック大空襲の連絡をうけた連合艦隊司令部（横須賀所在）は、同日11時01分（日本時間）に、第十一航空艦隊の陸攻・艦攻全力をトラック泊地に派遣し、内南洋部隊指揮官（第四艦隊司令長官）の指揮を受けるよう発令した。
16時22分、連合艦隊は十一航艦と第二航空戦隊の移動可能航空兵力全力、十三航艦の七〇五空と三三一空を内南洋部隊に編入し、第六十一航空戦隊のマリアナ進出を発令した。そして内南洋所在の全陸上機を第一航空艦隊（司令長官角田覚治海軍中将）が指揮するよう命じた。
この発令時による航空機移動量は、南西方面から約100機、ラバウルから100機、21日に一航艦から170～180機であった。
偵察機の報告をうけて、第四艦隊は午前9時6分に敵情を報告すると共に「艦攻12、艦爆4を以て攻撃準備中」と発信した。実際は五〇一空の戦闘爆撃機（250kg爆弾を装備した零戦）5、五五二空の九九艦爆小数機による昼間攻撃を敢行したのみ。
同日夜、日本軍は春島に残存する九七艦攻4機をアメリカ艦隊攻撃のため出撃させた。これはラバウルに進出予定の第二航空戦隊所属機か、五八二空の所属機とされる。また、テニアンの第二十二航空戦隊司令官は陸上攻撃機による薄暮攻撃を命じ、七五三空と七五五空の陸攻7機（うち触接役2機）を出撃させた。陸攻隊は14時過ぎにテニアンを離陸する。17日の晩の月齢は23日だったが、雲のある海域だと下弦の月は隠れてしまっていた。各隊は敵を求めばらばらに行動したが、このうち七五五空の陸攻1機が20時30分に雷撃をおこない、巡洋艦1隻撃沈を報告した。実際には、空母イントレピッドに魚雷1本が命中していた。イントレピッドは右舷艦尾を破壊されて舵が停止したため、6隻の護衛をつけられエニウェトクに後退した。この作戦におけるアメリカ軍最大の損害である。
一方、アメリカ軍も空母エンタープライズからTBFアベンジャー12機が夜間雷撃（空母搭載機では初めて）の為に発進し、艦船に夜間攻撃を加えた。このときの使用機はレーダーを試験的に装備したTBF-1Cであった。
翌日の迎撃に備え、二〇四空では機体の修理・整備を実施して零戦6機が使用可能となり、爆装して空母に攻撃する計画を立てたが、昼間の空襲で機体の側に落とされていた時限爆弾が爆発したため、全機飛行不能となり計画を中止した。17日の日本軍損害は、未帰還67、地上撃破96機にのぼった。

### 2月18日
18日午前中もTF58は攻撃を続行し、三次にわたり約100機が空襲をおこなって引き上げた。日本軍には上げる迎撃機がなくなっていた。アメリカ軍が両日繰り出した攻撃隊は計12波、延べ1200機にのぼった。
前日の攻撃で航行不能状態だった駆逐艦文月は、午前2時に至近弾を受けて放棄され、沈没した。阿賀野生存者を救助してトラック泊地に向かっていた駆逐艦追風は、北水道を通過したところで米軍機の空襲を受け、午前7時30分に沈没した。擱座状態で応戦していた駆逐艦太刀風も、午前8時に沈没した。
特設給油船富士山丸が18日11時00分に、同じく特設給油船の第三図南丸が2時10分に、特設潜水母艦平安丸が18日9時30分に撃沈されるなど、補助艦船11隻が撃沈された。
一方、水上機母艦秋津洲は空襲を受けながらも18日朝にトラック泊地からの脱出に成功し、19日メレヨン島へたどり着いた。その後、出迎えにきた駆逐艦早波（第32駆逐隊）と合流し、パラオに退避した。
病院船天応丸は単艦で脱出を開始、目の前で撃沈された駆逐艦（艦名不詳）から生存者を収容し、サイパン島にむかった。
同日昼過ぎ、駆逐艦藤波（第32駆逐隊）がトラック泊地に到着し、陸兵1800名を揚陸させた。

### 報道発表
大本営発表では、「トラック諸島に来襲せる敵機動部隊は、同方面帝国陸海軍部隊の奮戦により之を撃退せり。本戦闘において敵巡洋艦二隻（内一隻戦艦なるやも知れず）撃沈、航空母艦一隻及び軍艦（艦種未詳）一隻撃破、飛行機五四機以上を撃墜せしも、我方も亦巡洋艦二隻、駆逐艦三隻、輸送船一三隻、飛行機一二〇機を失いたる他、地上施設にも若干の損害あり。」（大本営発表昭和十九年二月二十一日）と報じられた。
東京のラジオ放送では、「戦局はかつて見ない重大性、否峻烈さを加えた。敵作戦の速度より判ずるに、敵の攻撃威力はすでにわが本土に迫りつつある」と警鐘を鳴らした。
大本営報道部員だった平櫛孝陸軍中佐によれば、当時の大本営報道部は陸軍部と海軍部より成り、それぞれの軍から派遣された人員で独立的に運営されており、相互の交流の機会は少なかった。戦局が悪化しているにも係らず上記のような強気の発表を続ける海軍側に陸軍側は反発の念を強めていたが、陸軍側で「海軍の発表は嘘」と報道する訳にもいかず、具体的な行動を起こすことは無かった。陸軍参謀本部では「あれほどいってやっていたのに、今になって何たるざまだ」と海軍誹謗の声が満ち満ちたと言う。
アメリカ海軍は「太平洋艦隊は1941年12月7日の日本艦隊による訪問にトラック島で答礼の訪問をして、借りを一部返した」と発表した。

## 影響

### 日本
一連の攻撃で日本側が受けた艦船損害は、戦闘艦艇では軽巡3隻（香取、那珂、阿賀野）と駆逐艦4隻（舞風、追風、太刀風、文月）などが沈没。また、各種の特設艦船や陸軍徴用の軍隊輸送船など徴用商船34隻も沈没しており、この中にはタンカー4隻や各種の優秀船が含まれている。沈没商船の合計は約193,500トン、一部資料では艦艇10隻約2万3000トン・船舶32隻21万総トン、17日と18日の損害で2月分総喪失量の47％を占めたという。また、当時の日本の保有船舶の4%にのぼる。艦隊支援のための船舶の他、防備強化のための陸軍部隊の糧秣弾薬、兵器等を陸揚げしていた輸送船がいたことが大被害に繋がった。
ただし、在泊艦船が全滅したわけではなく、既述のように空襲下で環礁外へ脱出した駆逐艦複数隻（時雨、春雨、野分）のほか、水上機母艦秋津洲、工作艦明石や標的艦波勝、駆逐艦秋風、第34号哨戒艇などが生き残った。
特務艦宗谷は回避行動中に座礁しながらも対空戦闘を続け戦闘機1機を撃墜。高角砲・機銃全弾を撃ち尽くすまで奮戦したが、身動きがとれない状態で総員退艦命令が下され一時放棄される。だが宗谷は総員退艦後に離礁して浮いているのが発見され、結果的には内地に帰投することができた。
病院船天応丸（元オランダ病院船オプテンノール）は攻撃対象外だったが、混乱の中で爆撃されたり機銃掃射を受けたものの、被害はなかった。そのほか、日本側航空機は、約70-80機が空中で撃墜され、保管機材を含め200機が地上で破壊された。この損害は、保管機材を含めた所在機数の3/4に相当する大損害であった。補給された最新の零戦52型100機も戦わずに破壊された。主力の204空は再進出計画前に壊滅し解隊を余儀なくされた。
備蓄燃料もタンク3基分約1.7万トンが焼失し、各種軍需物資も3/4が失われた。人員死傷者は陸上だけで約600名。沈没艦船などの死者を合わせると戦死者は7000人とも言われる。地上施設の破壊により、トラック泊地の根拠地としての機能は失われた。
この攻撃で日本海軍は艦隊随行用の輸送船舶を大量に喪失したため、以後の連合艦隊の作戦展開は従来にも増して大きな制約を受けることとなった。大本営は、とりあえず中部太平洋方面の戦力を増強すべく輸送作戦を開始した。2月29日に第31駆逐隊（岸波、沖波、朝霜）が護衛していた輸送船団（安藝丸、東山丸、崎戸丸）のうち崎戸丸が沈没して約2000名以上が戦死した。このあと更なる大規模輸送作戦「松輸送」を実施して、おおむね成功した。
連合艦隊主力は、新たな泊地を産油地に近いパラオとして、西へ後退した。この時点で予定候補地であったフィリピン南部タウイタウイ泊地、とフィリピン中部西ビサヤ地方ギマラスは、まだ未整備であった。なお、パラオも安全な泊地ではなかった。3月末、米軍第58任務部隊はパラオ大空襲を敢行、工作艦明石とタンカー多数が沈没するなど、再び在泊艦船が壊滅的打撃を受けている。さらにパラオからダバオへ移動中の連合艦隊司令長官古賀峯一大将が二式飛行艇の墜落で行方不明となり、連合艦隊参謀長福留繁中将は捕虜になって作戦計画書が流出するなど、大きな影響を与えた（海軍乙事件）。
ニューブリテン島ラバウルを拠点に東部ニューギニアやソロモン諸島などの南東方面戦線を支える南東方面艦隊（司令長官草鹿任一中将、参謀長草鹿龍之介中将。第十一航空艦隊と各職務兼任）はラバウルへの飛行機の補給や増援を要求し、連合艦隊や軍令部と交渉していた。だが、トラック島空襲をうけて連合艦隊はラバウルの十一航艦・東南アジアの十三航艦の移動可能兵力を内南洋部隊に編入し、兵力をトラック泊地に集めはじめた。すなわち、上級部隊（軍令部、連合艦隊）は航空拠点としてのラバウルの放棄を決定した。トラック基地の戦力回復を兼ねて、ラバウルの飛行機は、ごく一部をのぞき全てトラックに移された。
日本海軍は、トラック島を含め内南洋方面の航空兵力再編にむけて動き出した。
サイパン島の二〇一空主力（零戦24機）の移動を決め、2月18日の空襲直後に到着した。また、前述のように航空基地機能の放棄を決めたラバウルから、残存航空兵力の大半をトラック泊地に移動させた。2月20日、第二航空戦隊司令官城島高次少将は使用可能兵力全機（戦闘機37、艦爆4、艦攻5、陸攻2機）を率いてラバウルを発進、トラック泊地にむかった。
撤収した機体の多くは消耗した第二航空戦隊の生き残りであった。だが第二航空戦隊や第751海軍航空隊の地上部隊隊員約400名は5隻（長浦、興和丸、黄海丸、駆潜艇38号、駆潜特務艇48号）に分乗して2月20日にラバウルを出発したところ、21日から22日にかけての空襲とアーレイ・バーク大佐指揮下の水雷戦隊（駆逐艦5隻）の攻撃により、駆潜艇以外は全滅した。
アメリカ軍がトラック島の迂回決定をした一方、日本軍も1944年4月末の陸海軍作戦連絡にてトラックを絶対国防圏から外した。2月の空襲が実施された時点で、環礁には第52師団をはじめとする1万5000名以上の兵力が上陸していた。孤立後のトラック環礁の島々では、備蓄物資の倹約と自給自足に努めたが、小さな島では多くの兵士の胃袋を満たすだけの量を生産するのは物理的に難しかった。具体的には1944年に守備隊の糧食は定量の6割に落とされ、10月には5割、11月には4割、12月には3割となり、1945年3月には糧食全てが現地生産のサツマイモなどに切り替えられた。このため、ニューギニアの戦いほどではないにせよ、多くの兵士が終戦まで栄養失調に陥った。
また、海軍生体解剖事件（トラック島事件）が発生した。

### アメリカ
アメリカ軍の艦船には、空母1隻が損傷したほか、大きな損害は無かった。日本側は空戦で撃墜36（不確実5）、地上砲火撃墜17（不確実4）を記録した。実際の米軍損失航空機は戦闘機12機、急降下爆撃機6機、雷撃機7機であった。機動部隊艦載機は、500キロ爆弾369発、250キロ爆弾498発、航空魚雷約70本を投下したという。一方的な結果に、アメリカでは真珠湾攻撃の復讐を果たしたと言われた。日本軍は現地航空部隊の報告からブーゲンビル島沖航空戦やマーシャル諸島沖航空戦で相当数の米空母を撃沈したと期待していたが、一連の米機動部隊作戦行動をみて「正規空母沈没ノ算ナシ、「インディペンデンス」一～二廃艦又ハ沈没（3月10日、軍令部）」と判定せざるを得なくなった。日本側は撃墜された米軍機の捕虜から、作戦参加艦船の情報を入手した。
トラック島空襲の直前、海軍作戦本部長アーネスト・キングは、マリアナ諸島とペリリューに加えて、トラックを含むカロリン諸島の占領を提言していた。キングは島伝いに制海権を確立していく飛び石戦略の支持者であった。これに対して、第5艦隊参謀長ムーア大佐はトラック島空襲が完了して艦隊がクェゼリン環礁へ帰還した後、自分の考えを覚書にしてスプルーアンスに提出している。それによれば、日本は今後トラックを中枢の海軍基地として使用する意図は無く、アメリカにとっても脅威ではなくなっており、両国とも戦略的価値を見出していない、という内容であった。また、同島は多数の守備隊により厳重に防備されており、上陸作戦には非常な損害が予想されると見積もっている。なお、ムーアはマッカーサーの取るニューギニアからフィリピンを経る進攻コースを支持しており、最終的に中国本土への上陸を考えていたため、マリアナへの進攻についてもリソースの分散につながると考えていた。
結局、基地機能を喪失したトラック島はアメリカ軍の戦略目標から外されることになる。
アメリカ軍の目論見通り、エニウェトク環礁攻略作戦は日本軍機の妨害を受けずに実施可能となった。そして、2月18日にエニウェトクの戦いが開始された。日本軍の反撃能力低下が明らかになったと判断したアメリカ軍は、エニウェトクの戦いに付随して、2月23日には第58任務部隊の2群と3群でマリアナ諸島空襲を敢行する。この航空戦で、絶対国防圏の要であるサイパン所在の基地航空隊は大打撃を受けた。
その後、連合軍の上陸は無くトラックは日本本土との補給線が遮断され、孤立したまま終戦を迎えた。ただし上陸作戦が実施されなかっただけで、空襲は続けられた。1944年3月16日以降9月末までの期間に、B-24など大型機の来襲は延べ3700機に達した。1944年4月4日には伊169が空襲を避けるため潜航した際に起きた事故により沈没した。4月30日にはTF58がホーランジア攻撃の帰途再度トラックに対して空襲を実施し、2日間の攻撃で95機を撃破した。これらの空襲により、二十二航戦は壊滅状態に陥った。5月4日には第2日の丸と札幌丸が、7月3日には第34号哨戒艇が撃沈された。マリアナ沖海戦時にはトラックからも残存基地航空隊が出撃したが、わずかな機数であった。その後はウルシー環礁等に対する航空偵察拠点として細々と使用された。連合軍は、実戦訓練を兼ねた空襲を終戦まで継続し、1945年6月にはイギリス機動部隊による空襲と艦砲射撃（インメイト作戦）もあった。

### 海軍丁事件
日本側はトラック島におけるこの失態を、2月16日-17日に警戒を緩めさせた指揮官の判断ミスとした。これを海軍丁事件として処理している。資料によっては海軍Ｔ事件と表記するものもある。トラック島（Truk Island ）の頭文字Tをとったものである。大本営海軍部（軍令部）は各種利害を検討した結果、連合艦隊の賛否にかかわらず中央から調査員を派遣することにした。調査団長大森仙太郎少将（当時、海軍水雷学校長）、調査員直井俊夫大佐（海軍大学校教官）、調査員池上二男大佐（航空本部部員）から成る調査団が編成される。調査団は3月にトラック泊地で調査を実施したが、すでに第四艦隊司令長官は原忠一中将、四艦隊参謀長は有馬馨少将に交代していた。「大局的に見て、この少ない兵力をもってあの攻撃に対処するには、誰が作戦指導をしても大同小異の結果であったろう」との結論を出している。戦後の回想では「飛行機の指揮系統に若干不備の点あり。トラックの空襲はやむを得なかった。トラックもサイパンも至急防備充実の要ある」であった。
日本側では調査団の結果を待たず、一定の処分が実施された。まず、現地指揮官である第四艦隊司令長官小林仁中将が2月19日に原忠一中将と交代し、31日には予備役に編入された。トラックを管理する第4根拠地隊司令官の若林清作中将も、同日付で有馬馨少将と交代した。ただし、小林中将は持病によりすでに転勤が予定されており、更迭は空襲と無関係という意見もある。
最終的に、3月4日に第四艦隊と第十四航空艦隊をもって中部太平洋方面艦隊（司令長官南雲忠一海軍中将）が新編され、日本陸軍第三十一軍をも麾下において中部太平洋方面全般の作戦指導を行うことになった。また第一航空艦隊をマリアナに、第二十二航空戦隊と第二十五航空戦隊をトラック方面に、第二十六航空戦隊をペリュリューに配備し、3月4日に二十二航戦と二十六航戦で第十四航空艦隊（司令長官南雲忠一海軍中将、中部太平洋方面艦隊司令長官兼務）が新編された。
トラック島空襲（海軍丁事件）が大本営に与えた衝撃は甚大であった。大本営海軍部（軍令部）は空襲の報告を受けて、大本営陸軍部（参謀本部）に「第一航空艦隊を直ちにマリアナに配備する。南東と南西方面航空機の大部分を東（トラック）に転用する。海軍はウェーク、南鳥島、マリアナを固めるので、陸軍もマリアナ、南鳥島、小笠原の戦備を優先してほしい。また第十四軍（フィリピン）と第二方面軍（豪北）の戦備も急いでもらいたい」と連絡した。
2月20日、トラック空襲を体験した陸海軍両統帥部次長は東京に戻る。大本営陸海軍部は絶対国防圏の強化について検討をおこなうが、ここでトラック泊地を前衛拠点として見るか（マリアナ強化優先、陸軍側主張）、絶対国防圏の一部として従来どおり戦力を増強するか（トラック防備優先、海軍側主張）、陸海軍の主張が対立した。
陸軍側は「海軍はトラック方面の防備増強を優先したいというが、マリアナ方面の防備が遅れ、敵に突破される恐れはないか」として、マリアナ諸島とパラオ諸島の強化を主張する。海軍側は「マリアナ、カロリンの線さえ確保していれば、それ以西に敵機動部隊の行動は許さぬつもりだ。海軍としてはマリアナ～トラックでやれば勝ち目があるが、後に下がれば勝ち目はない。もしトラックを失えば、戦局はフィリピンに移る。トラックが敵機動部隊と潜水艦の基地になれば、日本側の損害は三倍になる。またトラックを日本側が保持していれば、メジュロやクェゼリンに対する奇襲も可能である」として、ひきつづきトラック泊地の確保を強調した。
結局、トラック地区もマリアナ地区も「是非とも確保する必要がある」との結論に至った。陸軍省側では、トラックどころかマリアナの強化も怪しいと判断し、陸軍だけでも本土防衛の強化をはじめようという機運も生まれた（マリアナ放棄論）。さらに陸軍軍務局長佐藤賢了少将のように、マリアナ・カロリンを放棄してフィリピンで最終決戦を行おうという意見も出た。
また、海軍丁事件は軍と政治中枢にまで大きな影響を与えた。2月19日、内閣改造の一部として運輸通信大臣（船舶担当）は八田嘉明から五島慶太に交代した。2月21日、参謀総長杉山元と軍令部総長永野修身が共に更迭される。陸軍大臣を兼務していた内閣総理大臣東条英機、海軍大臣嶋田繁太郎がそれぞれ兼務するものとされた。これにより、統帥権独立の観点から分離されていた軍令系統（参謀総長・軍令部長）と軍政系統（陸軍大臣・海軍大臣）が、慣例を破って兼務される異例の状態が生じた。首相も兼ねていた東條英機に権力がさらに集中したため、「東條幕府」と揶揄された。

### 戦後
太平洋戦争の終結後の1950年（昭和25年）10月下旬、播磨造船所の技術者とサルベージ隊（玉栄丸、君島丸）により、環礁内で沈没していた第三図南丸の引き揚げ作業がはじまった。1951年（昭和26年）3月3日、浮揚に成功した。内地に回航され大修理をおこない、同年10月から捕鯨工船「図南丸」として再就役した。
モエン島（春島）に慰霊碑が建立され、そこには「和」の文字が刻まれている。トラック島空襲やその他の戦闘で大量に発生した環礁一帯の艦船の残骸は、沈船ダイビングの対象として世界中からダイバーが集まる観光資源になっている。例えば特設給油船神国丸の船体は浅い地点に沈んでいるため、遺骨や軍刀などが観光ガイドによって小道具として持ち運びされている。
沈船ダイビングの状況については、1983年に朝日新聞が遺骨が見世物になっていると批判したのをきっかけに国会でも取り上げられた結果、1984年に日本政府による遺骨収集事業が実施されて愛国丸など5隻から遺骨379柱を収容した。ただ、依然として多数の遺骨が残された状態にあり、産経新聞などが批判している。
約40隻ある沈没艦船の腐食が進んでいるため、日本政府は燃料油の漏出による海洋汚染を防ぐための支援事業を計画している。
2020年、デラウェア大学の研究チームらが、日本軍と交戦して墜落したドーントレス2機、アベンジャー1機を海底で発見した。

## 参加兵力

### 日本
航空兵力
- 春島第一飛行場
  - 第二空襲部隊 - 七五三空の派遣隊（陸攻10機）、五五二空（九九艦爆15機）
  - 第一練成部隊 - 五八二空（九七艦攻9機）、九〇二空派遣隊（水偵5機以上）、第二航空戦隊残留隊（艦攻9機）他合計約50機

- 竹島飛行場
  - 第一練成部隊 - 二〇四空（戦闘機31機以上）、二〇一空派遣隊（戦闘機8機）、五〇一空（爆装機25機以上　艦爆2機（春島））

- 楓島飛行場
  - 第二空襲部隊 - 五五一空（天山26機）
  - 第一練成部隊 - 二五一空本隊（夜間戦闘機9機以上）、九三八空（戦闘機5機）

- 春島第二飛行場
  - 九〇二空派遣隊（2座水偵5機）

- 夏島水上飛行場
  - 九〇二空本隊（3座水偵約11機　2座水偵2機　水戦約10機その他）、六艦隊偵察隊（小型水偵7機）

- 航空廠支所所管（竹島中央部に所在） - 保管機98機
- 一〇一航空基地隊 - 保管機78機

### アメリカ
第50任務部隊
トラック空襲任務部隊
司令官：レイモンド・スプルーアンス（旗艦ニュージャージー）
- 空母9隻、戦艦7隻、巡洋艦10隻、駆逐艦28隻（詳細は下記）
- 第2群 - 旗艦：戦艦ニュージャージー(USS New Jersey, BB-62 )

第58任務部隊
高速空母任務部隊
司令官：マーク・ミッチャー（旗艦ヨークタウンII）
第1群
司令官：ジョン・リーブス少将
- 空母 - エンタープライズ、ヨークタウンII、ベロー・ウッド
- 重巡洋艦・軽巡洋艦計4隻、駆逐艦9隻

第2群司令官：アルフレッド・モントゴメリー（A.E.Montgomery）少将
- 空母 - エセックス、イントレピッド、カボット
- 重巡洋艦・軽巡洋艦計4隻、駆逐艦7隻

第3群司令官：フォレスト・シャーマン少将
- 空母 - バンカー・ヒル、モンテレー、カウペンス
- 戦艦 - ノースカロライナ、サウスダコタ、マサチューセッツ、アラバマ、アイオワ、ニュージャージー
- 重巡洋艦2隻、駆逐艦11隻

- 潜水艦9隻をトラック包囲のために派遣。

## 損害

### 日本
沈没艦船
正規戦闘艦艇
- 軽巡洋艦 - 阿賀野、那珂
- 練習巡洋艦 - 香取
- 駆逐艦 - 舞風（第4駆逐隊司令戦死）、太刀風、追風、文月
- 小型艇 - 第24号駆潜艇、第29号駆潜艇、第10号魚雷艇

補助艦船(陸軍徴用船を含む)
- 特設巡洋艦 - 赤城丸
- 特設潜水母艦 - 平安丸
- 特設駆潜艇 - 第十五昭南丸
- 特設運送船(給油船) - 第三図南丸、神国丸、富士山丸、宝洋丸
- 特設運送船(給水船) - 日豊丸
- 特設運送船 - 愛国丸、清澄丸、りおでじゃねろ丸、伯耆丸、富士川丸、乾祥丸、山霧丸、天城山丸（航空燃料輸送に使用）
- 特設監視艇 - 壽満丸
- 海軍一般徴用船 - 瑞海丸、花川丸、桃川丸、松丹丸、麗洋丸、大邦丸、西江丸、北洋丸、桑港丸、五星丸、第六雲海丸、山鬼山丸
- 陸軍輸送船 - 暁天丸、辰羽丸、夕映丸、長野丸

損傷艦船
正規戦闘艦艇
- 水上機母艦 - 秋津洲（中破）
- 駆逐艦 - 秋風、松風（中破）、春雨（小破）、時雨（中破、戦死21）、野分（損害軽微、戦死1・負傷者数名）
- 潜水艦 - 伊10（小破）、呂42（小破）

補助艦船
- 工作艦 - 明石（軽微）
- 駆潜艇 - 第20号駆潜艇
- 雑用運送艦- 宗谷（座礁後にも対空戦闘を続け小破するも自然離礁）
- その他 - 特設掃海艇羽衣丸（中破）、海軍特設運送船白根丸（座礁）、海軍特設気象観測船白鳳丸（座礁）

航空機
- 損害の詳細は不明。記録では、戦闘行動で約70機、地上で約200機、計270機損耗[4]（南東航空廠支廠、第一〇一航空基地保管機を含む）[3]。

地上施設
- 燃料タンク3基焼失 - 燃料油約1.7万トン[4][217]
- 上記タンクを含め燃料物資等補給品の内75%を喪失。糧食2,000トン[5]。
- 死傷者約600名（港外で沈没した艦船乗員を含まず）[4]、人員400人戦死

### アメリカ
- 空母イントレピッド大破
- 戦死40人
- 航空機25機損失